# Гамбург (Нью-Джерсі)
Гамбург (англ. Hamburg) — місто (англ. borough) в США, в окрузі Сассекс штату Нью-Джерсі. Населення — 3266 осіб (2020).

## Географія
Гамбург розташований за координатами 41°8′54″ пн. ш. 74°34′24″ зх. д. / 41.14833° пн. ш. 74.57333° зх. д. (41.148442, -74.573466).  За даними Бюро перепису населення США в 2010 році місто мало площу 3,02 км², з яких 2,96 км² — суходіл та 0,06 км² — водойми.

## Демографія
Згідно з переписом 2010 року, у селищі мешкало 3277 осіб у 1364 домогосподарствах у складі 884 родин. Було 1476 помешкань
Расовий склад населення:
| - 91,3 % — білих - 2,0 % — чорних або афроамериканців - 2,0 % — азіатів - 0,2 % — корінних американців - 1,8 % — осіб інших рас |

До двох чи більше рас належало 2,6 %. Частка іспаномовних становила 6,9 % від усіх жителів.
За віковим діапазоном населення розподілялося таким чином: 22,5 % — особи молодші 18 років, 65,8 % — особи у віці 18—64 років, 11,7 % — особи у віці 65 років та старші. Медіана віку мешканця становила 38,9 року. На 100 осіб жіночої статі у селищі припадало 94,3 чоловіків;  на 100 жінок у віці від 18 років та старших — 88,4 чоловіків також старших 18 років.
Середній дохід на одне домашнє господарство  становив 91 704 долари США (медіана — 75 179), а середній дохід на одну сім'ю — 110 671 долар (медіана — 93 077). Медіана доходів становила 61 793 долари для чоловіків та 41 373 долари для жінок. За межею бідності перебувало 6,6 % осіб, у тому числі 9,9 % дітей у віці до 18 років та 5,8 % осіб у віці 65 років та старших.
Цивільне працевлаштоване населення становило 1681 осіб. Основні галузі зайнятості: освіта, охорона здоров'я та соціальна допомога — 23,2 %, роздрібна торгівля — 14,3 %, науковці, спеціалісти, менеджери — 10,1 %, фінанси, страхування та нерухомість — 10,0 %.